# Deon Fourie
Deon André Fourie (geboren am 25. September 1986) ist ein südafrikanischer professioneller Rugby-Union-Spieler, der für Western Province im südafrikanischen Currie Cup sowie die Stormers in der United Rugby Championship spielt. Seine regulären Spielpositionen sind Hakler (Hooker) und Dritte-Reihe-Stürmer (Loose Forward). Er ist bekannt für seinen Einsatz und seine Kraft im offenen Gedränge (Ruck). Er ging als ältester Debütant der Springboks in die Geschichte ein und gehörte zum Kader für die Rugby-Weltmeisterschaft 2023 in Frankreich, wo er im Finale, das Südafrika gewann, 76 Minuten spielte.
Fourie spielte zuvor für die Provinzmannschaft Western Province und das Super-Rugby-Team der Stormers. Fourie führte Western Province als Kapitän zur Meisterschaft im Currie Cup 2012. Im Jahr 2007 vertrat er Südafrika auf internationaler Ebene im Siebener-Rugby.
Fouries natürliches athletisches Talent zeigte sich schon in jungen Jahren, als er unter der Anleitung seiner Mutter Jeanette Fourie zwei südafrikanische Gymnastik-Titel gewann. Er führt dieses frühe Turntraining als einen der Gründe dafür an, dass er als Fänger in der Rugby-Union so erfolgreich ist.
Im April 2013 unterzeichnete Fourie einen Vertrag, der ihn bis 2015 in Kapstadt gehalten hätte. Er wurde jedoch vor der Saison 2014/15 vorzeitig aus dem Vertrag entlassen und wechselte zum französischen Top-14-Team Lyon.

## Erfolge
- 2012: Currie-Cup-Gewinner
- 2022: United-Rugby-Championship-Gewinner
- 2023: Rugby-Weltmeisterschaft-Gewinner